# Нивра
Нивра (укр. Нивра) — село в Скала-Подольской поселковой общине Чортковского района Тернопольской области Украины.
До 2020 года входило в Борщёвский район.
Код КОАТУУ — 6120885101. Население по переписи 2001 года составляло 837 человек.

## Географическое положение
Село Нивра находится на правом берегу реки Збруч, в месте впадения в неё реки Ольховый Поток. Выше по течению на расстоянии в 2,5 км расположено село Залучье, ниже по течению на расстоянии в 4 км расположено село Залесье, на противоположном берегу — село Ниверка.

## История
- 1500 год — первое упоминание о селе.

## Экономика
- Кирпичный завод.

## Объекты социальной сферы
- Школа I—II ст.
- Детский сад.
- Дом культуры.
- Амбулатория.

## Достопримечательности
- Братская могила советских воинов.